# 나카센다이의 난
나카센다이의 난(일본어: 中先代の乱 なかせんだいのらん[*])은  1335년 7월(겐무 2년) 일본 가마쿠라 막부 14대 쇼군 호조 다카토키의 아들인 호조 도키유키가 미우치비토 스와 요리시게 등에게 옹립되어 가마쿠라 막부 재흥을 위해 거병한 반란이다. 호조 도키유키는 겨우 10살 (여러가지 설이 있음)의 소년이었지만, 아시카가 나오요시를 꺾고, 가마쿠라 탈환에 성공했다. 선대 (호죠씨)와 후대 (아시카가씨) 사이의 시기에 있었고, 일시적으로 가마쿠라를 지배했기 때문에 나카센다이의 난이라고 불리고 있다. 또, 가마쿠라 지배가 20여 일 밖에 되지 않았기 때문에, 하쓰카센다이(廿日先代)라는 별칭도 있다.

## 과정
가마쿠라 막부 멸망 후, 겐무 신정에 의해 가마쿠라에서는 고다이고 천황의 황자 나리요시 친왕을 우두머리로, 다카우지의 동생 아시카가 나오요시가 싯켄으로하여 이를 보좌하는 형태의 가마쿠라 쇼군부가 설치되었다. 하지만, 겐부 정권은 무가 지지를 얻지 못했고, 호죠 일족의 잔당 등은 각지에서 봉기를 반복하고 있었다. 호죠씨가 슈고를 맡고 있던 시나노국도 그 중 하나로, 지쿠마가와(시나노강) 주변에서는 자주 봉기가 반복되어 아시카가 측의 슈고 오가사와라 사다무네 등이 진압에 힘쓰고 있었다.

## 관련 작품
- 나카센다이의 난, 시말 (中先代の乱、始末) (시미즈 요네후사, 2008년, 신마이 서적 출판 센터)[3]
- 도망을 잘 치는 도련님 (마츠이 유세이, 2021년, 슈에이샤 『주간 소년 점프』 연재)

## 참고문헌
- 이케나가 지로 (1989), 〈나카센다이의 난(中先代の乱)〉, 《국사대사전》 10, 요시카와 홍문관, ISBN 978-4-642-00510-4
- 오가와 마코토 (1993), 〈나카센다이의 난(中先代の乱)〉, 《일본사 대사전》 5, 헤이본샤, ISBN 978-4-582-13105-5
- 모리 시게아키 (2001), 〈나카센다이의 난(中先代の乱)〉, 《일본사 대사전》 3, 쇼가쿠칸, ISBN 978-4-09-523003-0
- 미우라 키코 (2008), 〈나카센다이의 난(中先代の乱)〉, 《일본중세사사전》, 아사쿠라 서점, ISBN 978-4-254-53015-5
- 사카타 유이치 (2012), 〈나카센다이의 난과 가마쿠라 쇼군부(中先代の乱と鎌倉将軍府)〉,   사토 히로노부, 《간토 아시카가씨와 동국사회(関東足利氏と東国社会)》, 중세동국론(中世東国論):5, 이와타서원, ISBN 978-4-87294-740-3